# Yakarawakta
Yakarawakta, slabo poznato nekontaktirano pleme američkih Indijanaca nastanjeno između rijeka Aripuanã i Juruena u brazilskoj državi Mato Grosso. Klasificiraju se među Tupi-Guarane, i smatra da bi mogli biti podgrupa Apiaká, jednog od plemena iz grupe Kawahiba. Populacija im je procjenjena na između 20 i 30 osoba.

## Tekst naslova
- Uncontacted Ethnic Groups  Arhivirana inačica izvorne stranice od 25. rujna 2006. (Wayback Machine)